# Kitikmeot, Unorganized
Kitikmeot, Unorganized en français : « Baffin non organisé » est une division territoriale établie par Statistique Canada située dans la région de Kitikmeot dans le territoire canadien du Nunavut. Il n'y a aucune communauté située à l'intérieur du territoire qui couvre les camps traditionnels et avancés.

## Établissements pris en compte
Les établissements pris en compte par Statistique Canada sont :
- Fort Ross (en)
- Lupin (en)
- Perry Island
- Read Island
- Thom Bay

## Démographie
Selon le recensement de 2006 de Statistique Canada :
- Population : 21 habitants
- Changement démographique entre 2001 et 2006 : impossible à calculer étant donné que la population de 2001 était de 0 habitant
- Total des logements privés : 21
- Superficie : 445 785,40 km2
- Densité : 0,00005 habitant au km2